# Mickey Sumner
Brigitte Michael "Mickey" Sumner (sinh ngày 19 tháng 1 năm 1984) là một nữ diễn viên người Anh. Cô được biết đến qua các vai diễn Sophie Levee trong Frances Ha (2012) và Farrah trong The Mend (2014). Sumner cũng có màn thể hiện đáng chú ý trong một số tác phẩm truyền hình như vai Katia trong Low Winter Sun (2013) và Bess Till trong Chuyến tàu băng giá (2020–2023). Cô từng thủ vai nhạc sĩ Patti Smith trong CBGB (2013).
Sumner là con gái của nữ diễn viên Trudie Styler và huyền thoại nhạc rock Sting.

## Đầu đời
Sumner chào đời tại bệnh viện Portland ở Luân Đôn. Cô là con gái lớn nhất của Sting (tên khai sinh là Gordon Matthew Thomas Sumner) và nữ diễn viên Trudie Styler. Sumner là chị cả của nhạc sĩ Eliot Sumner và là em gái cùng cha khác mẹ với nhạc sĩ Joe Sumner.

## Sự nghiệp
Sumner bắt đầu sự nghiệp diễn xuất vào năm 2006 với màn thể hiện trong một loạt các phim ngắn. Năm 2011, cô được nhận vào vai Francesca trong loạt phim The Borgias của Showtime. Sumner đã thu hút sự chú ý đáng kể của người xem nhờ vai diễn Sophie Levee trong bộ phim điện ảnh năm 2012 Frances Ha.
Năm 2013, Sumner thủ vai nhạc sĩ Patti Smith trong CBGB. Cô có màn ra mắt chính thức rạp off-Broadway cùng với Carol Kane trong vở The Lying Lesson của Atlantic Theater Company vào tháng 4 năm 2013. Cùng năm, Sumner vào vai Katia trong loạt phim truyền hình Low Winter Sun của kênh AMC. Cô cũng tham gia diễn xuất trong bộ phim độc lập The Mend cùng với Josh Lucas và Stephen Plunkett. Bộ phim sau đó đã được công chiếu tại Liên hoan phim SXSW vào tháng 3 năm 2014.

## Cuộc sống cá nhân
Sumner đính hôn với Chris Kantrowitz vào tháng 6 năm 2016. Hai người sau đó đã tổ chức đám cưới ở Tuscany vào tháng 7 năm 2017. Tính đến năm 2019, họ có với nhau một người con trai là Akira Rogue Kantrowitz (sinh ngày 31 tháng 12 năm 2016). Năm 2022, hai người chính thức ly thân.

## Danh sách phim

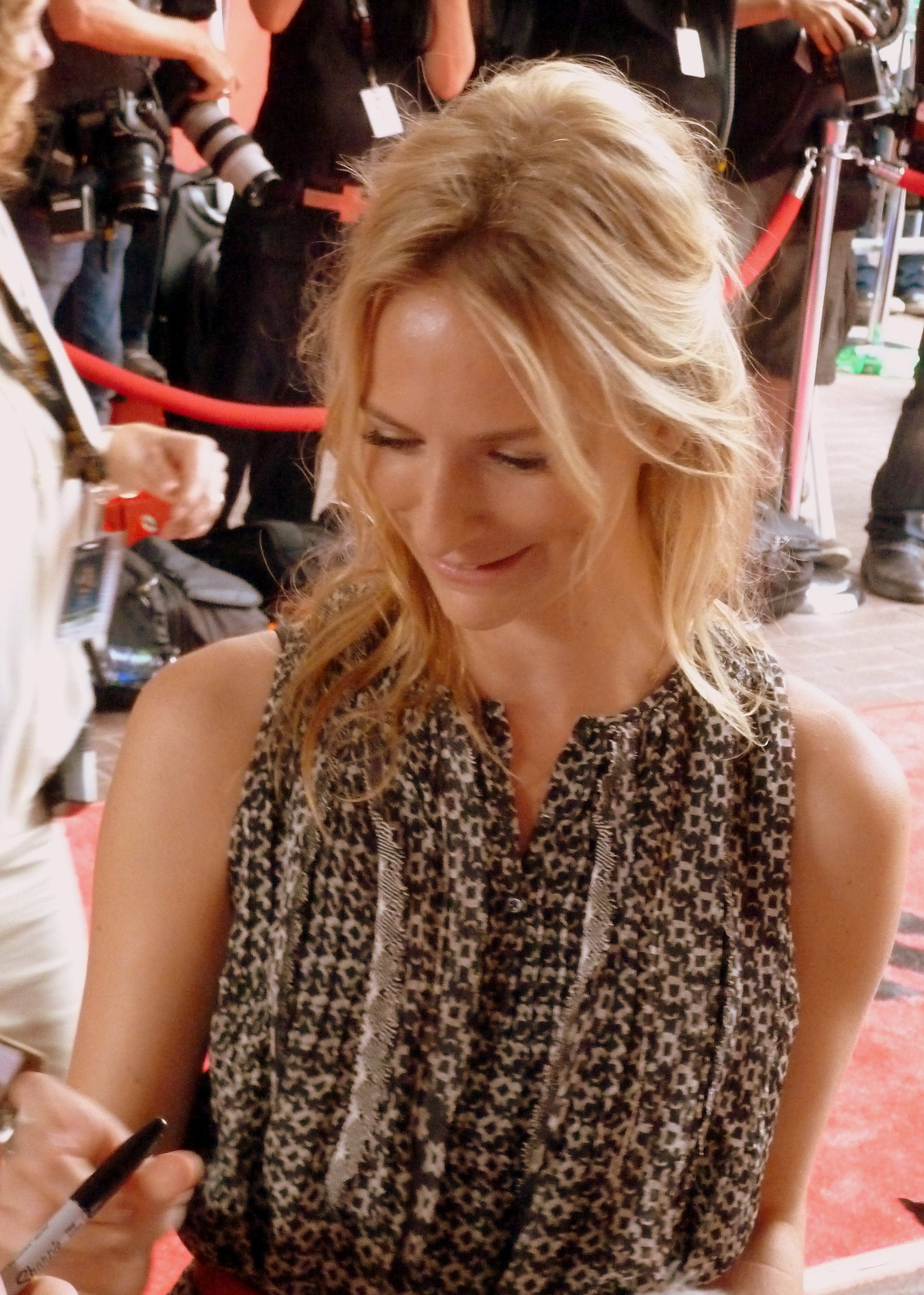
Sumner năm 2012

### Phim điện ảnh
| Năm  | Tựa                    | Vai                                | Ghi chú         |
| ---- | ---------------------- | ---------------------------------- | --------------- |
| 2008 | Last Chance Harvey     | Bạn của cô dâu                     |                 |
| 2009 | Black Water Transit    | Tiếp tân khách sạn                 |                 |
| 2012 | Missed Connections     | Lucy Foster                        |                 |
| 2012 | Frances Ha             | Sophie                             |                 |
| 2012 | Girl Most Likely       | Hannah                             |                 |
| 2013 | CBGB                   | Patti Smith                        |                 |
| 2014 | The Mend               | Farrah                             |                 |
| 2014 | The End of the Tour    | Betsy                              |                 |
| 2014 | Half the Perfect World |                                    |                 |
| 2015 | Mistress America       | Brooke giả mạo                     |                 |
| 2015 | This is Happening      | Megan                              |                 |
| 2015 | Anesthesia             | Nicole                             |                 |
| 2016 | All At Once            | Bridget                            |                 |
| 2016 | Half The Perfect World | Bridget                            |                 |
| 2016 | Two for One            |                                    | Phim ngắn       |
| 2017 | Freak Show             | Tiến sĩ Veronica Vickers           |                 |
| 2017 | Caught                 | Julie                              |                 |
| 2017 | Chuyện nhà Meyerowitz  | Người phụ nữ ở Trường Đại học Bard |                 |
| 2017 | Lách luật kiểu Mỹ      | Thư ký Fawn Hall của Oliver North  |                 |
| 2017 | Battle of The Sexes    | Valerie Ziegenfuss                 |                 |
| 2019 | Câu chuyện hôn nhân    | Diễn viên sân khấu                 |                 |
| 2019 | Now Is Everything      | Caroline                           |                 |
| 2021 | With/In: Volume 2      |                                    |                 |
| 2024 | A Mistake              | Robin                              | Sản xuất hậu kỳ |

### Phim truyền hình
| Năm          | Tựa                         | Vai              | Ghi chú               |
| ------------ | --------------------------- | ---------------- | --------------------- |
| 2011         | The Borgias                 | Francesca        |                       |
| 2013         | Low Winter Sun              | Katia            |                       |
| 2020–nay     | Chuyến tàu băng giá         | Bess Till        |                       |
| Chưa công bố | Untitled task force project | Shelley Driscoll | Miniseries sắp ra mắt |